# Okręg wyborczy Rotherhithe
Okręg wyborczy Rotherhithe powstał w 1885 r. i wysyłał do brytyjskiej Izby Gmin jednego deputowanego. Okręg dystrykt Rotherhithe w południowym Londynie. Został zniesiony w 1950 r.

## Deputowani do brytyjskiej Izby Gmin z okręgu Rotherhithe
- 1885–1892: Charles Edward Hamilton, Partia Konserwatywna
- 1892–1906: John McDona, Partia Konserwatywna
- 1906–1918: Hubert Carr-Gomm, Partia Liberalna
- 1918–1923: John Lort-Williams, Partia Konserwatywna
- 1923–1931: Benjamin Smith, Partia Pracy
- 1931–1935: Norah Cecil Runge, Partia Konserwatywna
- 1935–1946: Benjamin Smith, Partia Pracy
- 1946–1950: Bob Mellish, Partia Pracy